# Avissawella
Avissawella (Singhala: අවිස්සාවේල්ල, Tamil: அவிசாவளை) ist eine Stadt (Urban Council) in Sri Lanka.

## Lage und Größe
Avissawella zählt 30.308 Einwohner (2012). Es liegt an der Route A4 von Colombo nach Ratnapura im Distrikt Colombo, ca. 40 km Luftlinie und 48,1 km Straßenentfernung östlich der Hauptstadt Colombo.

## Geschichte
Die Stadt ist auch als Seethawakapura bekannt. Sie hat eine lange Geschichte und leistete im 16. Jahrhundert Widerstand gegen die portugiesischen Invasoren auf Ceylon, da sie von 1521 bis 1593 die Hauptstadt des Königreiches Sitawaka war. 1900–02 bauten die Briten die Kelani-Valley-Schmalspurbahn von Colombo über Avissawella und Ratnapura nach Opanayaka, um die Kautschukplantagen in der Gegend zu bedienen. Der Bahnbetrieb wurde 1973 eingestellt, jedoch 1978 von Colombo bis Avissawella wieder aufgenommen und 1992–96 umgebaut in eine Breitspurstrecke.

## Kultur
Etwas außerhalb von Avissawella steht der Höhlentempel Maniyangama Raja Maha Viharaya mit Wandgemälden, der unter König König Kirthi Sri Rajasinghe (1747 – 1781 n. Chr.) von Kandy renoviert, jedoch möglicherweise bereits im 1. Jahrhundert gegründet wurde.
Im 16. Jahrhundert war Avissawella Sitz des Königs Mayadunne (1521–1581), der hier am Fluss Sitawaka einen Palast bauen ließ. Die Portugiesen zerstörten ihn im 16. Jahrhundert, so dass nur geringe Reste in Form von Mauern und Fundamenten erhalten sind. Sie erbauten hier ein portugiesisches Fort, das seinerseits von den Briten zerstört wurde, und von dem nichts erhalten ist, da die Steine zum Bau eines Rasthauses verwendet wurden.
Auf der anderen Seite des Flusses, den Ruinen des Palastes gegenüber, steht der unvollendete Hindutempel Berendi Kovil aus dem 16. Jahrhundert.

## Umgebung
Der 43 ha große Botanische Garten Seetawaka wurde 2014 auf dem Gelände einer früheren Tee- und Kautschukplantage eröffnet. Von den Wasserfällen in der Umgebung von Avissawella sind die Ella Uda Ella Falls, Hewainna Ella Falls, Kumari Ella Falls, die Dambora Ella Falls und vor allem die 15 m hohen Thunmodara Ranmudu Ella Falls die bekanntesten.